# Parti des régions lituaniennes
Pour les articles homonymes, voir Parti social-démocrate.
Le Parti des régions lituaniennes (en lituanien : Lietuvos regionų partija, abrégé en LRP), dénommé Parti social-démocrate travailliste de Lituanie (LSDDP) à sa création, est un parti politique lituanien social-démocrate, fondé en 2018 à la suite d'une scission d'avec le Parti social-démocrate lituanien.
En juillet 2021, le parti a adopté le nom de Parti des régions lituaniennes.